# André Claveau
André Claveau (Paris, 17 de dezembro de 1911 - Brassac, Tarn, 4 de julho de 2003) foi um cantor e ator francês muito conhecido em seu país natal, sobretudo nas décadas de 50 e de 60.

## Música
Como cantor, é conhecido no meio musical francês por ter vencido o Festival Eurovisão da Canção 1958, interpretando a canção Dors mon amour (Dorme, meu amor) com música composta por Pierre Delanoë e letra de Hubert Giraud.

## Filmografia
André Claveau participou como actor em 11 filmes:
- Le destin s'amuse (1949) como Richard
- Les vagabonds du rêve (1949)
- Cœur-sur-Mer (1951), interpretando o papel de Claudius Paquito
- Pas de vacances pour Monsieur le maire (1951), como Philippe
- Un jour avec vous (1952) como Philippe Mazières
- Les surprises d'une nuit de noces (1952) como Jean-Jacques Herbillon
- Rires de Paris (1953) como Monsieur Du Bois
- Salutie baci (1953)
- French cancan (1955) interpretando o personagem Paul Delmet
- Prisonniers de la brousse (1960) como Bob Ballart

Participou ainda em dois filmes, como cantor:
- Lacombe Lucien
- Les héros son fatigués